# Ødis (parochie)
Ødis is een parochie van de Deense Volkskerk in de  Deense gemeente Kolding. De parochie maakt deel uit van het bisdom Haderslev en telt 1275 kerkleden op een bevolking van 1360 (2004).
De parochie maakte deel uit van Tyrstrup Herred, sinds 1864 van Nørre Tyrstrup Herred. In 1970 werd de parochie opgenomen in de nieuwe gemeente Vamdrup. Deze ging in 2007 op in de vergrote gemeente Kolding.